# 金宝乡
金宝乡，是中华人民共和国广西壮族自治区桂林市阳朔县下辖的一个乡镇级行政单位。

## 行政区划
金宝乡下辖以下地区：
金宝街社区、金宝村、红莲村、阳朔垌村、长乐村、大桥村、大利村、延村、枫木寨村、新村、马鞍村、大水田村和久大村。